# Пауэрс, Мала
Мала Пауэрс (англ.  Mala Powers), имя при рождении Мэри Эллен Пауэрс (англ.  Mary Ellen Powers; 20 декабря 1931 года — 11 июня 2007 года) — американская киноактриса, наиболее известная по ролям в фильмах 1950-х годов.
За время своей кинокарьеры Пауэрс снялась в 28 фильмах, наиболее значимыми среди которых стали «Сирано де Бержерак» (1950), фильмы нуар «Оскорбление» (1950), «Край гибели» (1950), «Город, который никогда не спит» (1953) и «Смерть в небольших дозах» (1957), приключенческий фильм «Город на дне моря» (1953), вестерн «Гнев на рассвете» (1955), комедия «Тэмми и холостяк» (1957), фантастический фильм «Колосс Нью-Йорка» (1958) и триллер «Папочка отправляется на охоту» (1969).

## Ранние годы и начало карьеры
Мала Пауэрс родилась 20 декабря 1931 года в Сан-Франциско. Её отец был одним из руководителей информационного агентства United Press, а мать — священником. В 1940 году вместе с семьёй она переехала в Лос-Анджелес.
По словам самой Пауэрс, она начала работать в шоу-бизнесе с семи лет. Она занималась в мастерской драматического искусства для младшего возраста у Макса Рейнхардта, а в 11 лет получила небольшую роль сестры Билли Хэлопа в фильме «Крутыми они приходят» (1942) из серии фильмов Universal Pictures о парнях из Тупика.
Хелен Тимиг, жена Рейнхардта, посоветовала Пауэрс не пытаться стать ребёнком-звездой, а продолжить обучение актёрскому мастерству. В итоге лишь пять лет спустя, когда ей было уже 16 лет, Пауэрс начала работать на радио, в таких программах, как «Сиско Кид», «Ред Райдер» и «Экранная гильдия в эфире». Одновременно она продолжала изучать актёрское мастерство в Калифорнийском университете Лос-Анджелеса, где на неё обратила внимание актриса и кинорежиссёр Айда Лупино (по другим сведениям Лупино познакомилась с Пауэрс на записи радиопрограммы «Экранная гильдия в эфире»).

## Карьера в кинематографе
В 1950 году Лупино, выступая в качестве режиссёра, пригласила 19-летнюю Пауэрс на главную роль в свой второй фильм «Оскорбление» (1950). Как отмечает кинокритик Роналд Берган, это был «один из немногих голливудских фильмов, которые рассматривали тему изнасилования и его последствий, хотя сам акт не был показан, а слово „изнасилование“ не произносится». По мнению Бергана, «Пауэрс была отлична в роли жертвы „преступного нападения“, после которого она стала чувствовать себя настолько „грязной“, что сбежала из дома, чтобы начать новую жизнь, пока священник не помог ей справиться с её травмой». По оценке «Нью-Йорк Таймс», «фильм стал небольшой сенсацией, так как тема изнасилования никогда ранее не рассматривалась столь откровенно на экране из-за действовавших в отрасли цензурных ограничений».

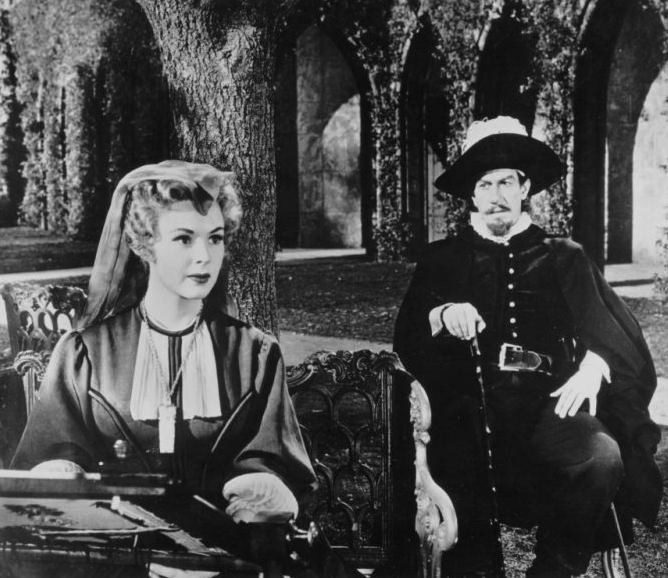
Мала Пауэрс и Хосе Феррер в фильме «Сирано де Бержерак» (1950)

В том же году продюсер Стэнли Крамер пригласил Пауэрс на главную женскую роль в фильме «Сирано де Бержерак» (1950) по классической комедии Эдмона Ростана. Пауэрс сыграла Роксану, а заглавную роль исполнил Хосе Феррер, удостоившись за свою работу восхищённых отзывов критики и «Оскара» за лучшую мужскую роль. Сам же фильм, как и игра Пауэрс вызвал противоречивые отзывы. Так, Босли Краузер в «Нью-Йорк Таймс» критически оценил игру актрисы, написав, что в роли Роксаны она предстаёт «как милая, но безжизненная девушка». С другой стороны, журнал Variety оценил игру Пауэрс «как ровную и хорошую», а современный критик Хэл Эриксон написал, что «Пауэрс вызвала восхищение своей красотой, чувственностью и естественностью в изображении возлюбленной Сирано. Эта роль так и осталась самой известной в её карьере». За роль в этом фильме Пауэрс была удостоена номинации на «Золотой глобус» как самая многообещающая начинающая актриса.
Впечатлённый работами Пауэрс, глава студии RKO Pictures Говард Хьюз заключил с ней контракт, в рамках которого она сыграла в серии фильмов 1950-х годов. Первым из них стал фильм нуар с социальными и религиозными обертонами «Край гибели» (1950), в котором отчаявшийся юноша в исполнении Фарли Грейнджера в неконтролируемом припадке убивает священника, который отказывается организовать «достойные похороны» его матери, но в итоге раскаивается и сдаётся властям. В этой картине Пауэрс «трогательно сыграла положительную девушку Грейнджера, на которой она собирается жениться».
В 1951 году Пауэрс отправилась в гастрольное турне в Корею для выступления перед военнослужащими, где получила заражение крови и едва не умерла. Её лечили хлоромицетином, но сильная аллергическая реакция на это лекарство привела к значительной потере костного мозга. После выздоровления Пауэрс не могла получить производственную страховку, что лишило её возможности сниматься в фильмах категории А. В результате она провела оставшуюся часть карьеры в низкобюджетных вестернах, фильмах нуар и приключенческих фильмах.
В 1951 году, всё ещё на лекарствах, Пауэрс сыграла в вестерне «Роза Симаррона» (1952) на независимой студии Edward L. Alperson Productions. В этой картине она исполнила заглавную роль белой девушки, выросшей в семье индейцев, которая решает разыскать убийц своих родителей. Несмотря на отсутствие необходимых навыков, Пауэрс быстро научилась скакать на лошади и стрелять, и делала это весьма уверенно.
Затем Пауэрс отправилась в аренду на студию Universal Pictures, где сыграла главную женскую роль капитана корабля в приключенческом криминальном фильме «Город на дне моря» (1953). Фильм рассказывал о поиске затонувшего корабля с грузом золота у берегов Ямайки, а её партнёрами по фильму в ролях водолазов-искателей были Роберт Райан и Энтони Куинн. В том же году она сыграла роль танцовщицы в ночном клубе и возлюбленной главного героя, полицейского из Чикаго (Гиг Янг) в фильме нуар «Город, который никогда не спит» (1953).

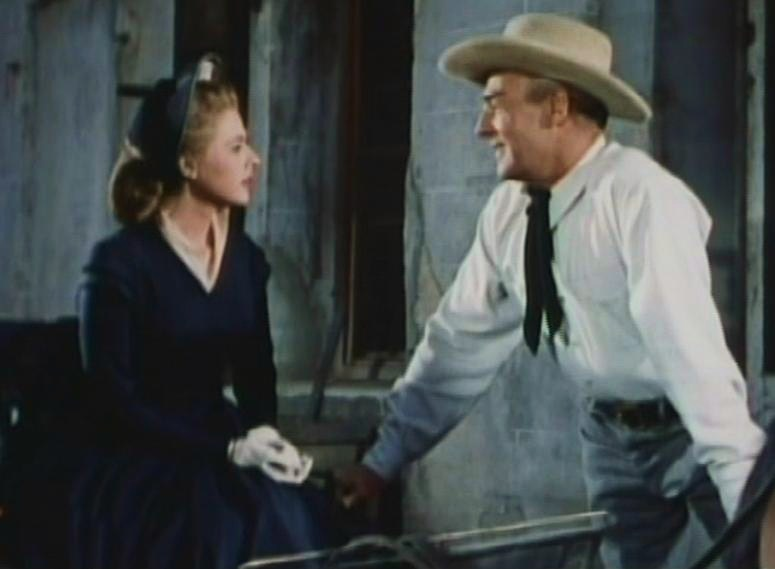
Мала Пауэрс и Рэндольф Скотт в фильме «Гнев на рассвете» (1955)

Затем последовал вестерн категории В «Жёлтая гора» (1954) на студии Universal, в котором она была дочерью владельца рудника, которая становится предметом соперничества золотоискателей в исполнении Говарда Даффа и Лекса Баркера. В очередном независимом вестерне категории В «Гнев на рассвете» (1955) Пауэрс сыграла роль сестры в банде братьев Рино, в которую влюбляется правительственный агент (Рэндольф Скотт), прибывший с заданием уничтожить банду. Затем последовал независимый приключенческий триллер категории В «Бенгази» (1955), где Пауэрс сыграла дочь охотника за золотым кладом в Сахаре (Виктор Маклаглен).

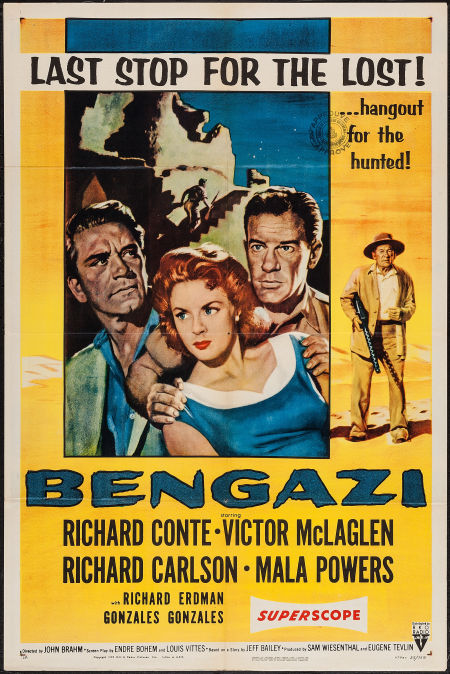
Мала Пауэрс на постере фильма «Бенгази» (1955)

В 1957 году Пауэрс сыграла вторую женскую роль в редкой для себя музыкальной романтической комедии «Тэмми и холостяк» (1957) с Дебби Рейнольдс в главной роли. В том же году вышла криминальная драма «Смерть в небольших дозах» (1957), в которой Питер Грейвс в роли правительственного агента внедряется под прикрытием в среду дальнобойщиков в целью вскрыть преступную сеть, снабжающую водителей амфетаминами. Пауэрс в этой картине, по словам Variety, «выдаёт обычную для себя умелую игру, сначала заводя с Грейвсом роман, пока не выясняется, что она сама торгует таблетками и виновна в проблемах агента».
В конце 1950-х годов Пауэрс сыграла в двух низкобюджетных фильмах ужасов. В хорроре «Неизвестный ужас» (1957) она была сестрой известного исследователя, которая вместе с двумя его коллегами отправляется на его поиски, после того, как он пропал в одной из пещер Мексики, где, как выясняется безумный учёный проводит опыты с плесенью. На следующий год в фильме ужасов «Колосс Нью-Йорка» (1958) Пауэрс сыграла вдову гениального учёного, мозг которого был пересажен в 4-метрового робота, который после этого превращается в супер-убийцу.
В дальнейшем Пауэрс редко появлялась на большом экране, отдавая предпочтение работе на телевидении. В конце 1960-х годов Пауэрс сыграла роль подруги главной героини в мелодраматическом триллере «Папочка отправляется на охоту» (1969). Перед этим, в 1967 году Пауэрс снялась в фантастической антиутопии «Машина Ссудного дня» (1972), которая была выпущена на экраны только в 1972 году. В этом фильме она сыграла «советскую космонавтку, майора Бронски, которая видит, как в результате ядерных взрывов Земля сгорает дотла».

## Карьера на телевидении
Как отмечено в «Нью-Йорк Таймс», «в конце 1950-х годов кинокарьера Пауэрс стала ослабевать, однако она продолжала активно работать на радио, в театре и на телевидении».
С 1955 по 1990 год Пауэрс была гостевой звездой в более чем 60 телесериалах, среди них «Свидание с приключением» (1955), «Телевизионный театр „Форда“» (1955—1956), «Театр Зейна Грея» (1957), «Караван повозок» (1958), «Беспокойное оружие» (1958—1959), «Бонанза» (1959), «Перри Мейсон» (1959—1966, 5 эпизодов), «Бронко» (1960), «Шайенн» (1960—1961), «Маверик» (1961), «Театр „Дженерал Электрик“» (1961), «Сыромятная плеть» (1962), «Сансет-стрип, 77» (1962), «Доктор Килдэр» (1964), «Человек из АНКЛ» (1965), «Дикий дикий Запад» (1966), «Миссия невыполнима» (1967), «Моя жена меня приворожила» (1967—1968), «Айронсайд» (1970), «Ангелы Чарли» (1978) и «Она написала убийство» (1990).
В 1965—1966 годах Пауэрс играла постоянную роль в 10 эпизодах финального сезона ситкома «Хейзел» (1965—1966). В 1971 году в 15 эпизодах первого сезона телесериала «Человек и город» (1971—1972) Пауэрс сыграла верную секретаршу мэра небольшого американского городка на Юго-Западе США (роль мэра исполнил Энтони Куин).

## Актёрское амплуа и оценка творчества
По словам историка кино Тома Уивера, «темноволосая, сероглазая Пауэрс привносила в свои фильмы уравновешенность и обаяние». Наиболее значимыми фильмами Пауэрс были её первые картины «Оскорбление» (1950) и «Край гибели» (1950), но свою наиболее памятную роль Роксаны она сыграла в фильме «Сирано де Бержерак» (1950). На протяжении 1950-х годов Пауэрс продолжала играть преимущественно главные роли, став, по словам Уивера, «королевой фильмов нуар, вестернов и фантастических фильмов категории В». И всё же, по мнению Бергана, несмотря на номинацию на «Золотой глобус» и пропаганду актёрского метода Михаила Чехова, «карьера Пауэрс была на удивление ничем ни примечательной».

## Дальнейшая карьера
Ещё в годы Второй мировой войны Пауэрс училась в Голливуде актёрскому мастерству у Михаила Чехова, занимаясь с ним как в группе, так и индивидуально. После его смерти в 1955 году она основала Фонд Михаила Чехова. Пауэрс опубликовала многие работы Чехова по технике актёрской игры, а в 2002 году вместе с Грегори Пеком была соведущей документального фильма о Чехове «Из России в Голливуд» (2002). Кроме того, она написала книгу «Михаил Чехов о театре и актёрском искусстве: пятичасовой мастер-класс» (2004), а также преподавала актёрское мастерство, выступая в крупных университетах по всей стране.
Пауэрс также была автором и редактором нескольких детских книг.
В 2002 году Пауэрс последний раз появилась на театральной сцене в Театре Лагуны в спектакле «Мистер Шоу едет в Голливуд».

## Личная жизнь
В 1954 году Пауэрс вышла замуж за Монти Вэнтона, с которым развелась в 1962 году, в браке у неё родился сын Торен Вэнтон. В 1970 году она повторно вышла замуж за издателя Хьюза Миллера, их брак продлился до его смерти в 1989 году.

## Смерть
Мала Пауэрс умерла 11 июня 2007 года в возрасте 76 лет в Медицинском центре Бербанка от осложнений, связанных с лейкемией.

## Фильмография
| Год       |     | Русское название                 | Оригинальное название       | Роль                              |
| --------- | --- | -------------------------------- | --------------------------- | --------------------------------- |
| 1942      | ф   | Они приходят крутыми             | Tough As They Come          | Эстер Кларк (в титрах не указана) |
| 1950      | ф   | Край гибели                      | Edge of Doom                | Джули                             |
| 1950      | ф   | Оскорбление                      | Outrage                     | Энн Уолтон                        |
| 1950      | ф   | Сирано де Бержерак               | Cyrano de Bergerac          | Роксана                           |
| 1952      | ф   | Роза Симаррона                   | Rose of Cimarron            | Роза Симаррона                    |
| 1953      | ф   | Город на дне моря                | City Beneath the Sea        | Терри Макбрайд                    |
| 1953      | ф   | Город, который никогда не спит   | City That Never Sleeps      | Сэлли «Ангельское личико» Коннорс |
| 1953      | ф   | Джеральдин                       | Geraldine                   | Джейни Эдвардс                    |
| 1954      | ф   | Жёлтая гора                      | The Yellow Mountain         | Невада Рэй                        |
| 1955      | ф   | Гнев на рассвете                 | Rage at Dawn                | Лора Рино                         |
| 1955      | ф   | Бенгази                          | Bengazi                     | Эйлин Донован                     |
| 1955      | с   | Студия 57                        | Studio 57                   | (1 эпизод)                        |
| 1955      | с   | Свидание с приключением          | Appointment with Adventure  | Моник (1 эпизод)                  |
| 1955      | с   | Театр знаменитостей              | Celebrity Playhouse         | (1 эпизод)                        |
| 1955—1956 | с   | Телевизионный театр «Форда»      | The Ford Television Theatre | разные роли (2 эпизода)           |
| 1956      | с   | На суде                          | On Trial                    | Эллен (1 эпизод)                  |
| 1957      | ф   | Тэмми и холостяк                 | Tammy and the Bachelor      | Барбара                           |
| 1957      | ф   | Оседлавший бурю                  | The Storm Rider             | Тэй Рорик                         |
| 1957      | ф   | Неизвестный ужас                 | The Unknown Terror          | Джина Мэтьюз                      |
| 1957      | ф   | Смерть в небольших дозах         | Death in Small Doses        | Вэл Оуэнс                         |
| 1957      | ф   | Человек на охоте                 | Man on the Prowl            | Марлан Вуд                        |
| 1957      | с   | Перекрёстки                      | Crossroads                  | Виола Сотерн (1 эпизод)           |
| 1957      | с   | Театр Зейна Грея                 | Zane Grey Theater           | Барбара Андерсон (1 эпизод)       |
| 1957      | с   | Подводное течение                | Undercurrent                | Мэри Лафтман (1 эпизод)           |
| 1957      | с   | Утренний театр                   | Matinee Theatre             | (1 эпизод)                        |
| 1958      | ф   | Барон Сиерры                     | Sierra Baron                | Сью Расселл                       |
| 1958      | ф   | Колосс Нью-Йорка                 | The Colossus of New York    | Энн Спенсер                       |
| 1958      | с   | Караван повозок                  | Wagon Train                 | Рут Хэдли (1 эпизод)              |
| 1958      | с   | Разыскивается живым или мёртвым  | Wanted: Dead or Alive       | Стэйси Торренс (1 эпизод)         |
| 1958—1959 | с   | Беспокойное оружие               | The Restless Gun            | разные роли (2 эпизода)           |
| 1959      | с   | Бонанза                          | Bonanza                     | Хелен Холлоуэй (1 эпизод)         |
| 1959      | с   | Бит Бурбон-стрит                 | Bourbon Street Beat         | Эйприл Дюрок (1 эпизод)           |
| 1959—1966 | с   | Перри Мейсон                     | Perry Mason                 | разные роли (5 эпизодов)          |
| 1960      | с   | Территория Тумстон               | Tombstone Territory         | Рене Картер (1 эпизод)            |
| 1960      | с   | Бунтарь                          | The Rebel                   | Кэсси (1 эпизод)                  |
| 1960      | с   | Бронко                           | Bronco                      | Рут Миллер (1 эпизод)             |
| 1960      | с   | Шугарфут                         | Sugarfoot                   | Роберта Шипман (1 эпизод)         |
| 1960      | с   | Человек и вызов                  | The Man and the Challenge   | Бетти Фуллер (1 эпизод)           |
| 1960      | с   | Сажать в тюрьму                  | Lock Up                     | Уитни Колман (1 эпизод)           |
| 1960—1961 | с   | Диснейленд                       | Disneyland                  | Ребекка Бун (5 эпизодов)          |
| 1960—1961 | с   | Шайенн                           | Cheyenne                    | разные роли (2 эпизода)           |
| 1960—1963 | с   | Гавайский детектив               | Hawaiian Eye                | разные роли (4 эпизода)           |
| 1961      | ф   | Больше нет страха                | Fear No More                | Шэрон Карлин                      |
| 1961      | ф   | Полёт потерянного шара           | Flight of the Lost Balloon  | Эллен Бёртон                      |
| 1961      | с   | Маверик                          | Maverick                    | Шарлотт Симмонс (1 эпизод)        |
| 1961      | с   | Сёрфсайд 6                       | Surfside 6                  | Милли Пирс (1 эпизод)             |
| 1961      | с   | Театр «Дженерал Электрик»        | General Electric Theater    | Марта Бентон (1 эпизод)           |
| 1961      | с   | Представитель закона             | Lawman                      | Люси Пастор (1 эпизод)            |
| 1961      | с   | Шоу Боба Каммингса               | The Bob Cummings Show       | (1 эпизод)                        |
| 1961      | ф   | Полёт на воздушном шаре          | Flight of the Lost Balloon  | Эллен Бертон                      |
| 1962      | с   | Сыромятная плеть                 | Rawhide                     | Лоретта Опел (1 эпизод)           |
| 1962      | с   | Триллер                          | Thriller                    | Консуэло Де Ла Варра (1 эпизод)   |
| 1962      | с   | Сансет-стрип, 77                 | 77 Sunset Strip             | Марго Латимер (1 эпизод)          |
| 1962      | с   | Эверглейдс                       | Everglades                  | разные роли (3 эпизода)           |
| 1962      | с   | Галантные мужчины                | The Gallant Men             | Дина (1 эпизод)                   |
| 1963      | с   | Широкий край                     | Wide Country                | Джорджия Лунд (1 эпизод)          |
| 1964      | с   | Доктор Килдэр                    | Dr. Kildare                 | Джули Майклз (1 эпизод)           |
| 1964      | с   | Арест и судебное разбирательство | Arrest and Trial            | Марта Фиппс (1 эпизод)            |
| 1964      | с   | Театр саспенса «Крафта»          | Kraft Suspense Theatre      | Эллен Рэмси (1 эпизод)            |
| 1965      | с   | Человек из АНКЛ                  | The Man from U.N.C.L.E.     | Альбер Дюбуа (1 эпизод)           |
| 1965—1966 | с   | Хейзел                           | Hazel                       | Мона (10 эпизодов)                |
| 1966      | с   | Дикий дикий Запад                | The Wild Wild West          | Лили Форчун (1 эпизод)            |
| 1966      | с   | Джерико                          | Jericho                     | Магва Андровски (1 эпизод)        |
| 1967      | с   | Миссия невыполнима               | Mission: Impossible         | доктор Карен Черлотов (1 эпизод)  |
| 1967      | с   | Дэниел Бун                       | Daniel Boone                | Поли Купер (1 эпизод)             |
| 1967      | с   | Добрый Бен                       | Gentle Ben                  | Джейн Морли (1 эпизод)            |
| 1967—1968 | с   | Моя жена меня приворожила        | Bewitched                   | разные роли (2 эпизода)           |
| 1968      | ф   | Галерея мошенников               | Rogue's Gallery             | Мэгги                             |
| 1969      | ф   | Папочка отправляется на охоту    | Daddy's Gone A-Hunting      | Мэг Стоун                         |
| 1969      | с   | А вот и невесты                  | Here Come the Brides        | Дженни Линд (1 эпизод)            |
| 1970      | с   | Айронсайд                        | Ironside                    | Эвелин Макинтайр (1 эпизод)       |
| 1970      | с   | Молчащая сила                    | The Silent Force            | (1 эпизод)                        |
| 1971      | с   | Человек и город                  | The Man and the City        | Марианн Крейн (2 эпизода)         |
| 1972      | ф   | Машина Судного дня               | Doomsday Machine            | майор Джорджиана Бронски          |
| 1972      | с   | Семья Фишеров                    | The Fisher Family           | Пэт (1 эпизод)                    |
| 1976      | ф   | Там, где умирает ветер           | Allá donde muere el viento  |                                   |
| 1977      | с   | Смена                            | Switch                      | Сэлли Одден (1 эпизод)            |
| 1978      | с   | Ангелы Чарли                     | Charlie's Angels            | Марта Харриман (1 эпизод)         |
| 1981      | ф   | Шесть проходов в ад              | Seis pasajes al infierno    |                                   |
| 1990      | с   | Она написала убийство            | Murder, She Wrote           | Дороти Фолкс (1 эпизод)           |
| 2002      | ф   | Крутые парни                     | Hitters                     | Мама Тереза                       |
| 2005      | кор | Соединение                       | The Connextion              | бабушка                           |